# Plaque chauffante
Une plaque chauffante est un appareil de laboratoire portable qui sert de source de chaleur pour chauffer divers objets.

Elle peut être couplée avec un système d'agitation magnétique afin d'assurer une homogénéisation efficace du contenu d'un récipient (il s'agit en général d'une solution). Un chauffage sous agitation peut favoriser la dissolution de certains sels ou accélérer une réaction endothermique. Il peut aussi servir à maintenir un gel d'agarose ou d'agar-agar à l'état liquide.

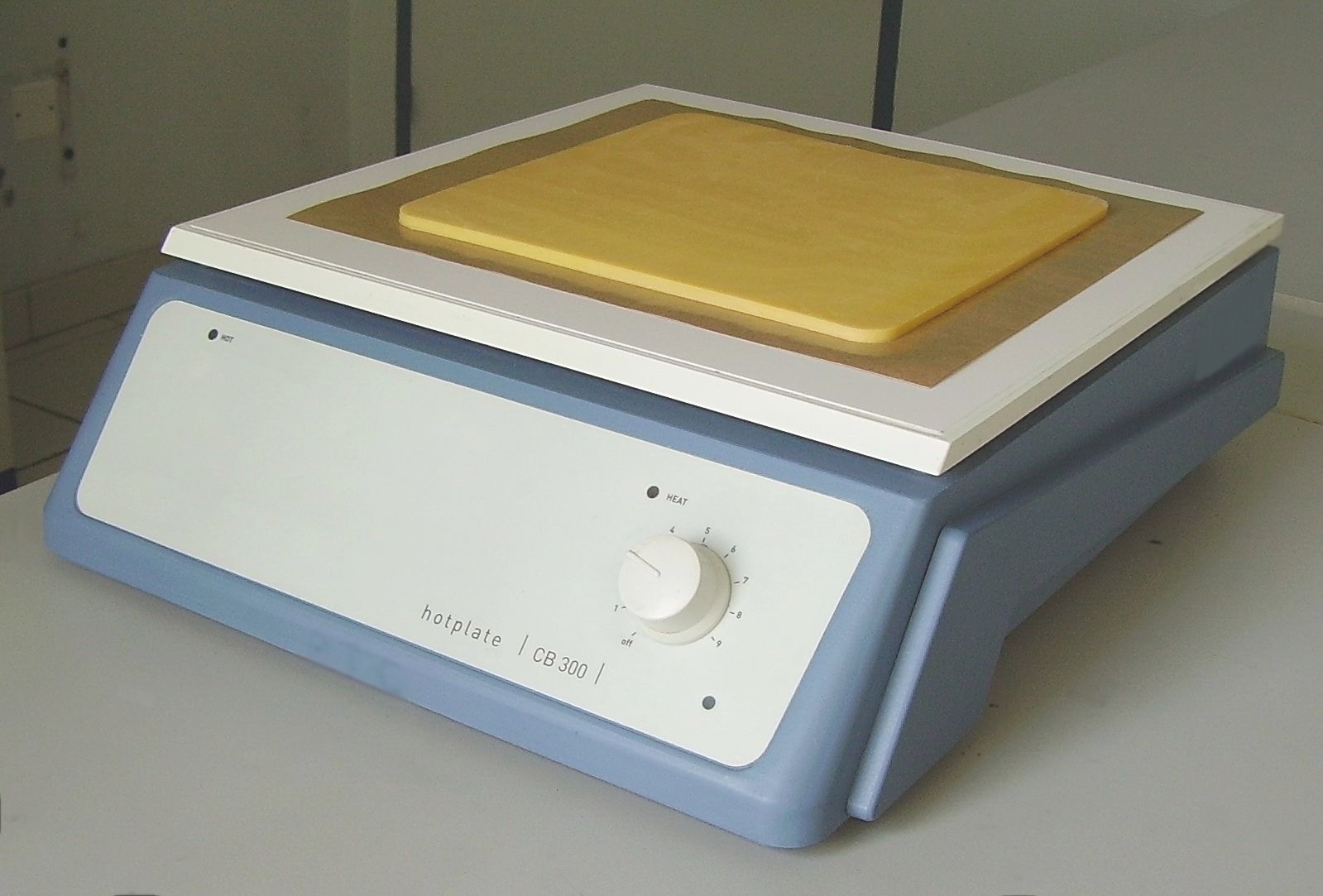
Plaque chauffante utilisée pour ramollir un matériau thermoplastique avant découpe.
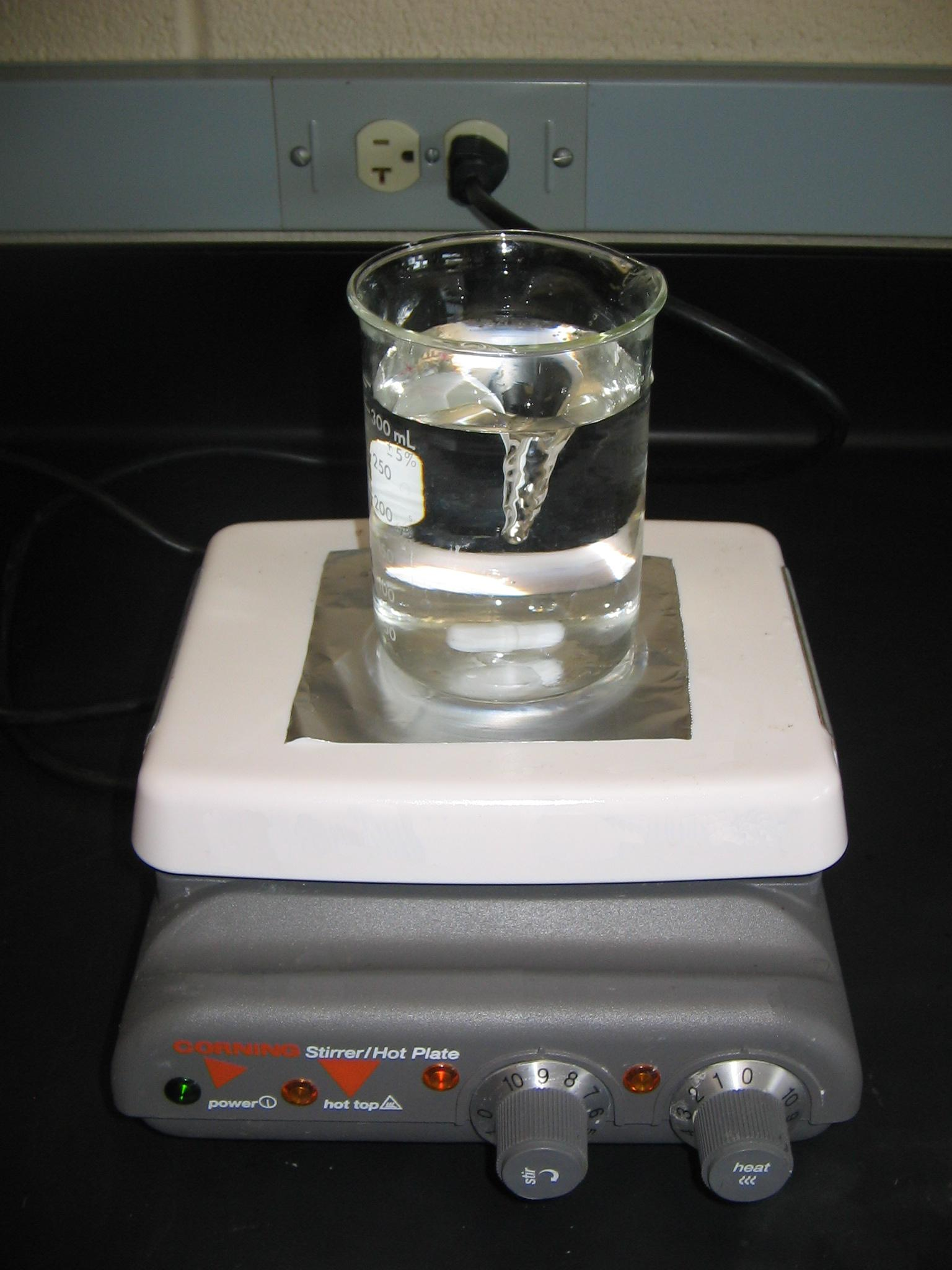
Plaque chauffante avec agitation magnétique.